# Denis Wassiljewitsch Dawydow

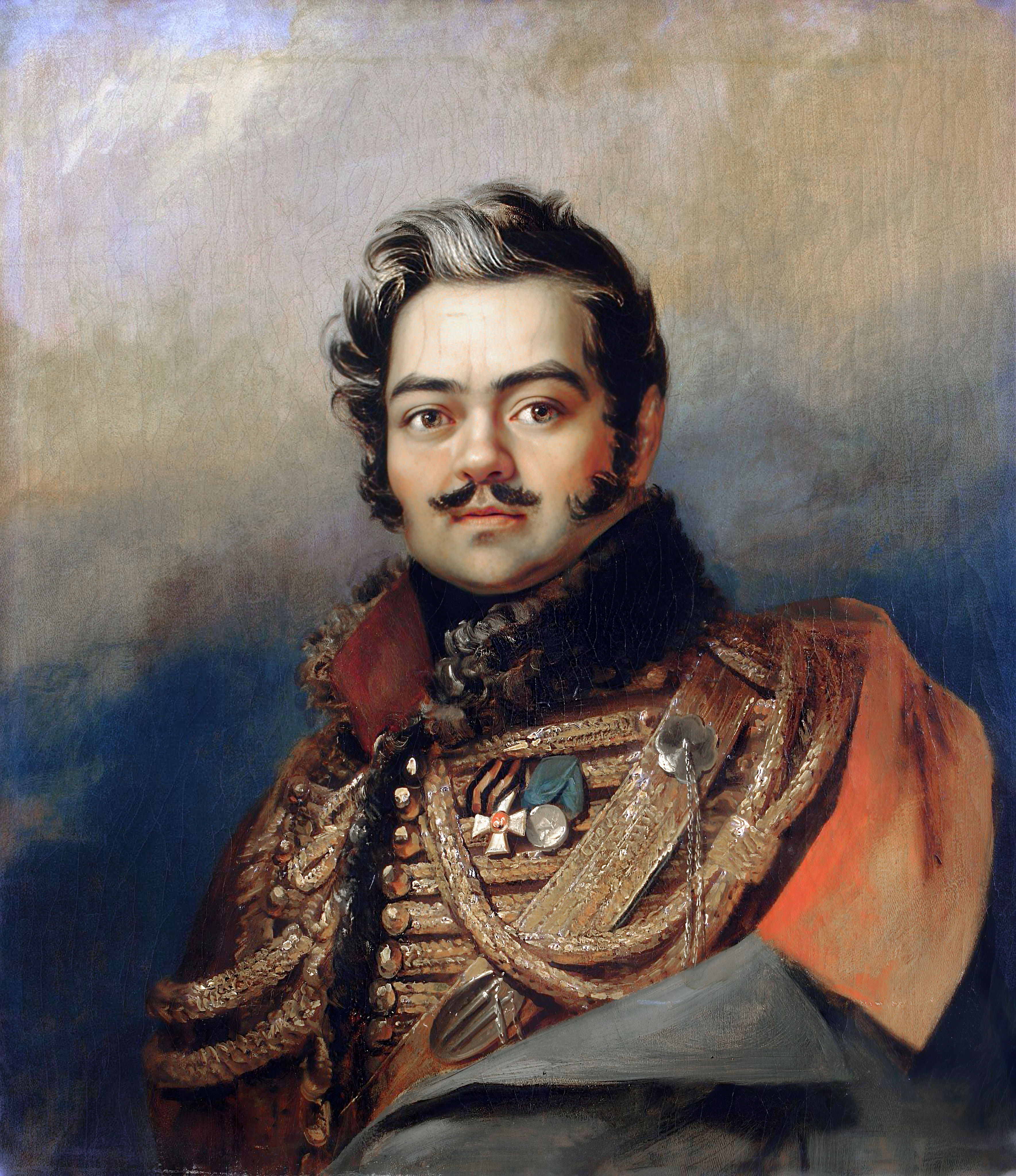
Porträt Dawydows von George Dawe

Denis Wassiljewitsch Dawydow (russisch Денис Васильевич Давыдов; * 16. Julijul. / 27. Juli 1784greg. in Moskau; † 22. Apriljul. / 4. Mai 1839greg. bei Moskau im Gouvernement Simbirsk) war ein russischer Offizier, Schriftsteller und Dichter.

## Leben
Dawydow wurde in einer adligen russischen Familie geboren und trat 1801 in das Gardekavallerieregiment der russischen Armee ein und nahm an den russischen Feldzügen in Deutschland, an der Donau und in Schweden teil. Im Feldzug von 1807 verdiente er sich in der Schlacht bei Preußisch Eylau den Orden der Heiligen Anna 2. Klasse und einen goldenen Säbel mit der Aufschrift „Für Tapferkeit“. Im Jahr 1809 kämpfte er unter Fürst Bagration in Moldawien gegen die Türken. Nachdem General Kamenski den Oberbefehl erhalten hatte, trat Dawydow unter den Befehl von Kulnew und diente als Kapitän in der Vorhut der moldauischen Armee. Auf Vorschlag des Fürsten Bagration wurde er am 8. April 1812 zum Oberstleutnant befördert und zum Kommandeur des 1. Bataillons des Achtyrka-Husarenregiments ernannt.
Nach der französischen Invasion von 1812 führte er seine Husaren im Verband des Fürsten Illarion Wassiltschikow, er hielt beim Rückzug der 2. Westarmee ständig den Kontakt zum Feind. Er kämpfte dann im Rahmen des 4. Kavalleriekorps unter Generalmajor Sievers in der Schlacht bei Mir und am 11. Juli bei Saltanowka. Auf Initiative des Generals Barclay de Tolly bildete er ein Korps von Parteigängern, mit denen er den Partisanenkampf gegen Napoléon organisierte. 1814 diente Dawydow in einem Husarenregiment unter Blücher und wurde 1815 zum Generalmajor befördert.
1825–27 war er in Persien tätig, und 1831 kämpfte er in Polen vor Warschau und in der Schlacht bei Lisbik so rühmlich, dass er zum Generalleutnant ernannt wurde.

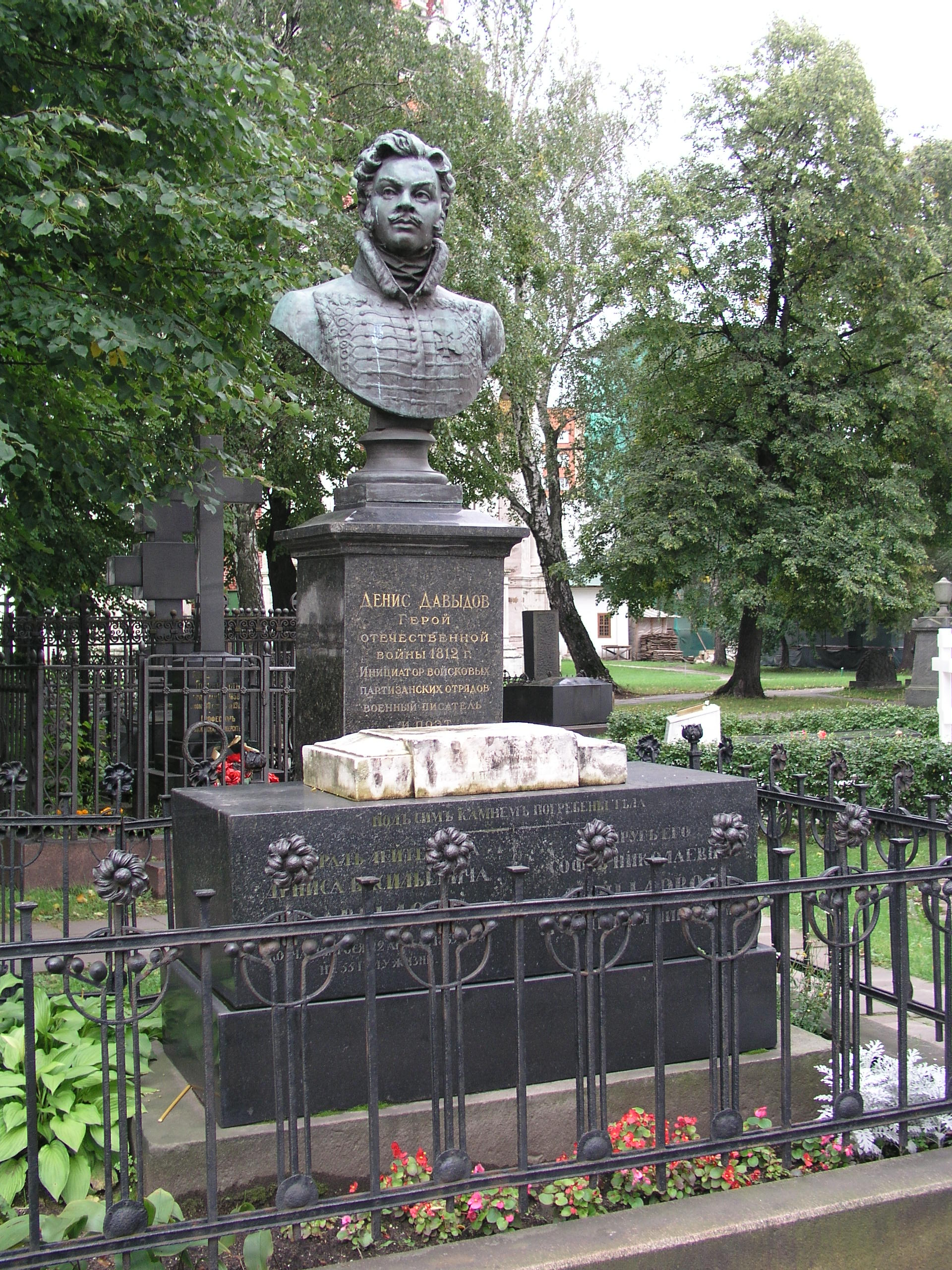
Grabmal Denis Dawydows auf dem Gelände des Nowodewitschi-Klosters

Dawydow starb im Mai 1839 auf seinem Gut bei Moskau. Seine Grabstätte, auf der er als Held des Vaterländischen Krieges 1812 geehrt wird, befindet sich auf dem Areal des Nowodewitschi-Klosters.
Dawydow schrieb Erzählungen mit freiheitlich-politischen Inhalten, außerdem dichtete er – meistens im Biwak – Satiren, Elegien, Dithyramben und Episteln. Besonders bekannt wurden seine Soldatenlieder. Für die besten seiner militärischen Schriften hält man die Erinnerungen an die Schlacht bei Preußisch Eylau und den Versuch der Theorie des Partisanenkrieges (1821). Seine gesammelten Werke mit Biographie gab Smirdin (St. Petersburg 1848) heraus; seine Memoiren erschienen 1872 in einer Zeitschrift. Alexander Sergejewitsch Puschkin hatte großen Respekt vor ihm und in seinem Roman Krieg und Frieden verewigte ihn Lew Nikolajewitsch Tolstoi in der Figur Denissow. Nach ihm ist der Asteroid des äußeren Hauptgürtels (3126) Davydov benannt.